# Barbara Maria Kloos
Barbara Maria Kloos (* 7. September 1958 in Darmstadt) ist eine deutsche Lyrikerin.

## Leben
Kloos wuchs in Seeheim auf und besuchte bis zum Abitur die Gesamtschule Schuldorf Bergstraße. Von 1978 an studierte sie Neuere Deutsche Literatur, Mediävistik und Theaterwissenschaft an der Universität München und schloss dort mit einer Arbeit über Christine Lavant 1990 mit dem Magister Artium ab. In München war sie auch Mitbegründerin und Herausgeberin der literarischen Zeitschrift federlese, zusammen mit Astrid Arz, Peter Hirsch und Hans-Christian Rohr. Ab 1980 lieferte sie literarische und journalistische Beiträge in Zeitschriften, Anthologien und im Rundfunk (vorwiegend BR). Von 1988 bis 1990 war sie Literaturredakteurin der Zeitschrift Litfass, die damals im Piper Verlag erschien, und beim StadtMagazin München.
Von 1990 bis 1993 arbeitete sie als Lektorin in New York, seit 1993 lebt sie als freie Schriftstellerin in Köln. 1995/1996 entwickelte sie zusammen mit den Musikerinnen Christina Fuchs und Dorothée Hahne die Text- und Klangperformance Mund-Stücke, mit der sie in mehreren deutschen Städten auftraten.

## Würdigungen
- 1983 Förderpreis zum Leonce-und-Lena-Preis der Stadt Darmstadt
- 1983 Künstleraustausch des Deutsch-Französischen Jugendwerks in Pontivy (Bretagne)
- 1984 Erster Preis beim Lyrikwettbewerb des Bayerischen Rundfunks
- 1984 Reisestipendium des Auswärtigen Amtes nach New York
- 1986 Aufenthaltsstipendium des Berliner Senats im Literarischen Colloquium Berlin
- 1989 Tukan-Preis der Landeshauptstadt München
- 1989 Kodak Fotobuchpreis (gemeinsam mit Martin Rosswog) für den Band „Menschenbilder. Porträtfotografien“. Vorwort: Barbara Maria Kloos
- 1995 Stipendium Literatur & Jazz (zusammen mit den Musikerinnen Christina Fuchs und Dorothée Hahne) des Literaturbüros NRW-Ruhrgebiet
- 1996 ausgewählt für den AutorenReader des Landes Nordrhein-Westfalen
- 1996 Aufenthaltsstipendium im Künstlerdorf Schöppingen
- 2000 Aufenthaltsstipendium der Dänischen Nationalbank in Kopenhagen (zusammen mit Joachim Krug)
- 2004 Arbeitsstipendium des Landes Nordrhein-Westfalen
- 2008 Christine-Lavant-Lyrikpreis[3]

## Werke
- (mit Astrid Arz) Mund auf, Augen zu. Essen zwischen Lust und Sucht. Rowohlt Verlag, Reinbek 1983, ISBN 3-499-15076-X.
- Solo. Gedichte. Piper, München 1986.
- (mit Birgit Kempker und Kristin T. Schnider) 61° über dem Horizont. Hrsg. von Dietger Pforte. LCB-Editionen, Berlin 1986, ISBN 3-920392-98-1.
- Das Geschlecht der Engel. Erotische Gedichte. Mit 4 Fotografiken von Ro Willaschek. edition fundamental, Köln 1989.
- Die Tage waren wie Ballons. Gedichte. Schneekluth, München 1991, ISBN 3-7951-1211-7.
- Venussonde. Gedichte. Lyrikedition 2000, München 2005, ISBN 3-86520-145-8.
- Fossile Infanten. Gedichte. Poetenladen, Leipzig 2017, ISBN 978-3-940691-85-9.
- Amorette am Schleifstein. Liebesgedichte 1980–2020. Niederstetten 2020, ISBN 978-3-948371-69-2.